# 勒瓦勒达维德
勒瓦勒达维德（法語：Le Val-David，法語發音：[lə val david] ⓘ）是法国厄尔省的一个市镇，属于埃夫勒区。

## 地理
勒瓦勒达维德（48°59'19"N, 1°14'59"E）面积6.79 平方千米，位于法国诺曼底大区厄尔省，该省份为法国北部内陆省份，北起滨海塞纳省，西接奧恩省和卡爾瓦多斯省，南至厄尔-卢瓦省，东临瓦兹省、瓦兹河谷省和伊夫林省。
与勒瓦勒达维德接壤的市镇（或旧市镇、城区）包括：旧埃夫勒、谢雷、勒科尔米耶、圣日耳曼德弗雷内、圣吕克、拉特里尼泰、拉巴罗尼。

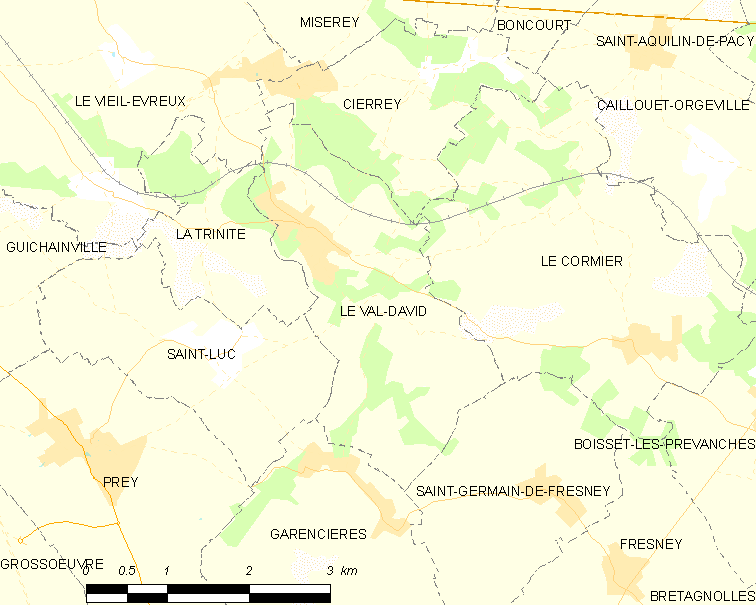
勒瓦勒达维德的OSM定位图

勒瓦勒达维德的时区为UTC+01:00、UTC+02:00（夏令时）。

## 行政
勒瓦勒达维德的邮政编码为27120，INSEE市镇编码为27668。

## 政治
勒瓦勒达维德所属的省级选区为埃夫勒第三县。

## 人口

1962-2008年间勒瓦勒达维德人口变化图示

勒瓦勒达维德于2022年1月1日时的人口数量为672人。